# Orthotrichia rostrata
Orthotrichia rostrata är en nattsländeart som beskrevs av Wells 1979. Orthotrichia rostrata ingår i släktet Orthotrichia och familjen smånattsländor. Inga underarter finns listade i Catalogue of Life.